# Монтеккьо
Монтеккьо (итал. Montecchio) — коммуна в Италии, располагается в регионе Умбрия, в провинции Терни.
Население составляет 1739 человек (2008 г.), плотность населения составляет 35 чел./км². Занимает площадь 49 км². Почтовый индекс — 5020. Телефонный код — 0744.
Покровителем населённого пункта считается святой Бернардин Сиенский.

## Демография
Динамика населения:

## Администрация коммуны
- Официальный сайт: http://www.comune.montecchio.tr.it/